# تجمع بدو كلبوت (المكلا)
تجمع بدو كلبوت لقبيلة بني حسن من سيبان هي إحدى قرى عزلة المكلا بمديرية المكلا التابعة لمحافظة حضرموت، بلغ تعداد سكانها 103 نسمة حسب تعداد اليمن لعام 2004.